# Route du Champ-de-Manœuvre
La route du Champ-de-Manœuvre est une voie située dans le bois de Vincennes dans le 12e arrondissement de Paris en France.

## Situation et accès
La route du Champ-de-Manœuvre relie le Carrefour de la Pyramide à l'avenue du Tremblay non loin du lac des Minimes.

## Origine du nom

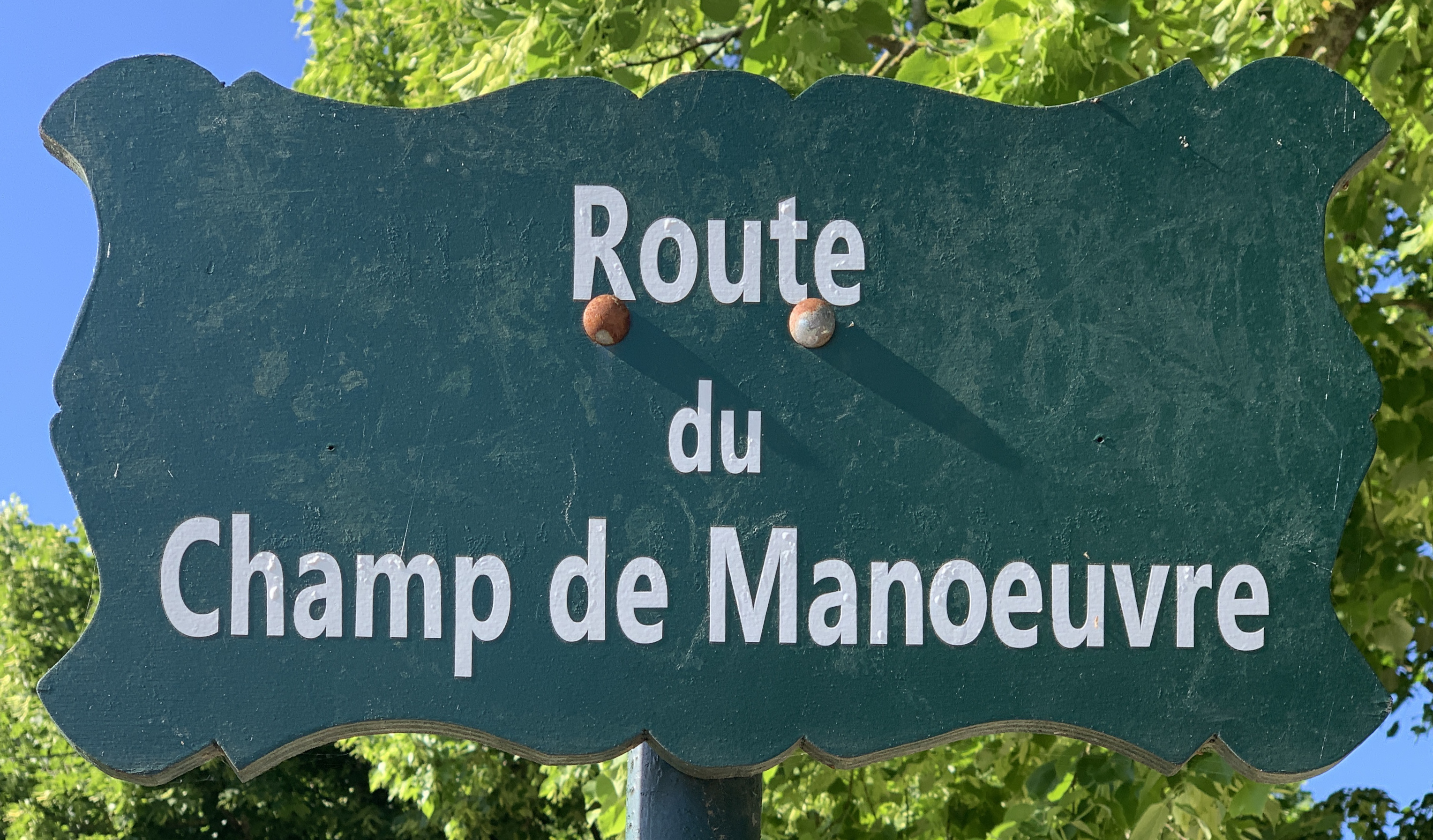
Plaque de la route.

La route est ainsi dénommée car elle est située à l'emplacement du champ de manœuvres évacué par l'armée à partir des années 1950 à la suite d'une convention signée en 1947 entre le ministère des Armées et la Ville de Paris.

## Historique
Le tracé de la route date de l'extension du domaine militaire dans la partie centrale du bois décidée par Napoléon III. La route de Charenton à Fontenay qui était une allée du réseau aménagé sur un projet de Robert de Cotte lors de la replantation du bois en 1731 sur un tracé proche a disparu lors de la création du champ de manœuvres.

## Sites particuliers
- Le centre de création de La Cartoucherie, fondé en 1964 par Ariane Mnouchkine, qui regroupe notamment le théâtre du Soleil, le théâtre de la Tempête, le théâtre de l'Aquarium et de le théâtre de l'Épée de Bois.